# Coimbra (EP II de José Afonso)
Coimbra é um EP de José Afonso, lançado em 1962.

## Faixas
| N.º | Título                  | Compositor(es)               | Duração |  |
| 1.  | "Mar Largo"             | Paulo de Sá                  |         |  |
| 2.  | "Solitário"             | António Menano               |         |  |
| 3.  | "Aquela Moça da Aldeia" | António Menano               |         |  |
| 4.  | "Balada"                | Popular açoriana/José Afonso |         |  |

## Músicos
- António Portugal
- Jorge Godinho
- Manuel Pepe
- Levy Baptista